# Zororo Makamba
Zororo Makamba (Harare, Zimbabue, 17 de enero de 1990-Ibidem., 23 de marzo de 2020) fue un periodista zimbabuense e hijo de James Makamba.

## Biografía
Hijo de James Makamba. Fue anfitrión de programas de actualidad en ZiFM Stereo y la filial de televisión M-Net, Zambezi Magic. Tenía miastenia gravis, una enfermedad autoinmune neuroesqueletomuscular, y se sometió a una cirugía para extirpar un tumor en el pecho.

### Muerte
Fue diagnosticado el 21 de marzo con COVID-19, doce días después de regresar de la ciudad de Nueva York y cinco días después de ir al médico con tos y fiebre. Murió en Harare dos días después, la primera muerte de una persona infectada en el país, durante la pandemia por coronavirus de 2020.